# Defective Epitaph
| Recensione | Giudizio |
| ---------- | -------- |
| AllMusic   | [ 1 ]    |
| Pitchfork  | (6.9/10) |

Defective Epitaph è un album del 2007 di Xasthur. Questa è la sua prima registrazione in cui Malefic suona la batteria acustica, anche se alcune in tracce si fa ancora uso di una drum machine. Come i precedenti album di Xasthur, i testi non sono stati forniti al pubblico ("I testi sono indisponibili su richiesta." come scritto dentro la custodia del cd). È stato descritto da un recensore come la versione più accessibile di Xasthur fino ad oggi. L'edizione giapponese pubblicata da il Daymare Recordings dispone di un bonus disc contenente 5 brani inediti.

## Tracce
- Tutte le canzoni sono scritte ed arrangiate da Xasthur

1. "Soulless Elegy" – 2:42
2. "Purgatory Spiral" – 4:29
3. "Cemetery of Shattered Masks" – 6:03
4. "Malignant Prophecy" – 5:40
5. "Oration of Ruin" – 7:23
6. "Legacy of Human Irrelevance" – 5:36
7. "Dehumanizing Procession" – 4:52
8. "Funerals Drenched in Apathy" – 5:29
9. "Worship (The War Against) Yourself" – 7:34
10. "A Memorial to the Waste of Life" – 8:44
11. "The Only Blood That Pours Is Yours" – 8:15
12. "Unblessed Be" – 8:13

### Bonus disc Giapponese
1. "Untitled/Unreleased" - 3:24
2. "Untitled/Unreleased" - 5:45
3. "Morder Gjenklang Av Tankegangen" - 10:54
4. "Funerals Drenched in Apathy / Soulless Elegy (First Attempt)" - 9:28
5. "Awakening to the Unknown Perception of Evil (Second Attempt)" - 8:02